# Ana Mariscal
Ana María Arroyo Mariscal, nota solo come Ana Mariscal (Madrid, 31 luglio 1923 – Madrid, 28 marzo 1995), è stata un'attrice, regista, sceneggiatrice  e produttrice cinematografica spagnola.

## Filmografia parziale

### Attrice
Cinema
- Le due strade (Raza), regia di José Luis Sáenz de Heredia (1942)
- Una sombra en la ventana, regia di Ignacio F. Iquino (1945)
- La princesa de los Ursinos, regia di Luis Lucia (1947)
- El tambor del Bruch, regia di Ignacio F. Iquino (1948)
- Pacto de silencio, regia di Antonio Román (1949)
- Un hombre va por el camino, regia di Manuel Mur Oti (1949)
- Due madri (De mujer a mujer), regia di Luis Lucia (1950)
- Segundo López, aventurero urbano, anche regista (1953)
- Jeromín, regia di Luis Lucia (1953)
- Morena Clara, regia di Luis Lucia (1954)
- Un día perdido, regia di José María Forqué (1955)
- Bacará, regia di Kurt Land (1955)
- Los maridos de mamá, regia di Edgardo Togni (1956)
- La violetera, regia di Luis César Amadori (1958)
- Il magistrato, regia di Luigi Zampa (1959)
- La dea del peccato (La reina del Chantecler), regia di Rafael Gil (1962)
- Quella terribile notte (L'autre femme), regia di François Villiers (1964)
- Vestida de novia, anche regista (1967)

Televisione
- Teatro de siempre - serie TV, 2 episodi (1969-1970)
- Estudio 1 - serie TV, 4 episodi (1968-1973)

### Regista
- Segundo López, aventurero urbano (1953)
- Con la vida hicieron fuego (1959)
- La quiniela (1960)
- Feria en Sevilla (1962)
- El camino (1964)
- Los duendes de Andalucía (1966)
- Vestida de novia (1967)
- El paseíllo (1968)

### Sceneggiatrice
- Segundo López, aventurero urbano (1953) - anche adattamento
- El camino (1964)
- Los duendes de Andalucía (1966)
- El paseíllo (1968)

### Produttrice
- Segundo López, aventurero urbano (1953)
- Con la vida hicieron fuego (1959)
- Feria en Sevilla (1962)
- El camino (1964)
- Los duendes de Andalucía (1966)
- Vestida de novia (1967)
- El paseíllo (1968)

## Premi
- Medallas del Círculo de Escritores Cinematográficos
  - 1946: "Mejor Actriz Principal" (Una sombra en la ventana) - condiviso
  - 1950: "Mejor Actriz Principal" (Un hombre va por el camino)
  - 1951: "Mejor Actriz Principal" (Due madri)